# Marija Liwer
Marija Wołodymyriwna Liwer, ukr. Марія Володимирівна Лівер (ur. 11 listopada 1990 w Dniepropietrowsku) – ukraińska pływaczka, uczestniczka igrzysk olimpijskich w Londynie (2012).

## Życiorys
Znalazła się w reprezentacji na igrzyska olimpijskie w Londynie. Wzięła udział w wyścigu na 100 metrów stylem klasycznym. Uzyskała w nim czas 1:11,23, który nie dał jej promocji do następnego etapu. W końcowej klasyfikacji uplasowała się na 37. miejscu.